# Legion Freies Indien

Vlag van het Legion Freies Indien, 1942-1945, als onderdeel van de Wehrmacht

Mouwschildje van het Legion Freies Indien

Het Legion Freies Indien (Legioen Vrij India), Infanterie-Regiment 950 (indisches) of IR 950, was een in 1943 in Duitsland geformeerde militaire eenheid van Brits-Indische vrijwilligers. Zij waren in dienst van de Wehrmacht, toegewezen als onderdeel aan de Waffen-SS en werden in Nederland gelegerd in Zandvoort, Oldebroek en op Texel. Vanwege zijn oorsprong in de Indiase onafhankelijkheidsbeweging, stond het ook bekend als het Tiger Legion en de Azad Hind Fauj.

## Geschiedenis

### Subhas Chandra Bose
Ten gevolge van de kolonisatie van India door Groot-Brittannië ontstond in India eind 19e eeuw onder Indiase intellectuelen de drang naar onafhankelijkheid van hun land, geweldloos of met geweld. Mahatma Gandhi, die in 1921 was gekozen als voorzitter van het Indiaas Nationaal Congres propageerde de geweldloze weg. Het congreslid Netaji Subhas Chandra Bose koos voor een militante houding tegen de Britten, die volgens hem alleen de taal van het geweer kenden, en waardoor hij 5 jaar celstraf kreeg. Bovendien koos hij voor een welvaartsstaat in plaats van een staat waarin traditionele waarden van de Indiase plattelandsbevolking voorop stonden.
Als antikolonialist voelde Bose zich tot het communisme aangetrokken. Hij reisde door Europa en kwam in 1933 in aanraking met het fascisme. Doordat hem dit aansprak, wist hij een ontmoeting te regelen met Hermann Göring en Alfred Rosenberg. Deze laatste was een aanhanger van de ariosofische leer, maar dat stond ver van de ideeën van Bose af. Hij besloot echter toch contact te onderhouden, omdat hij uitging van het standpunt dat de vijand van de vijand je vriend is.

### Oprichting

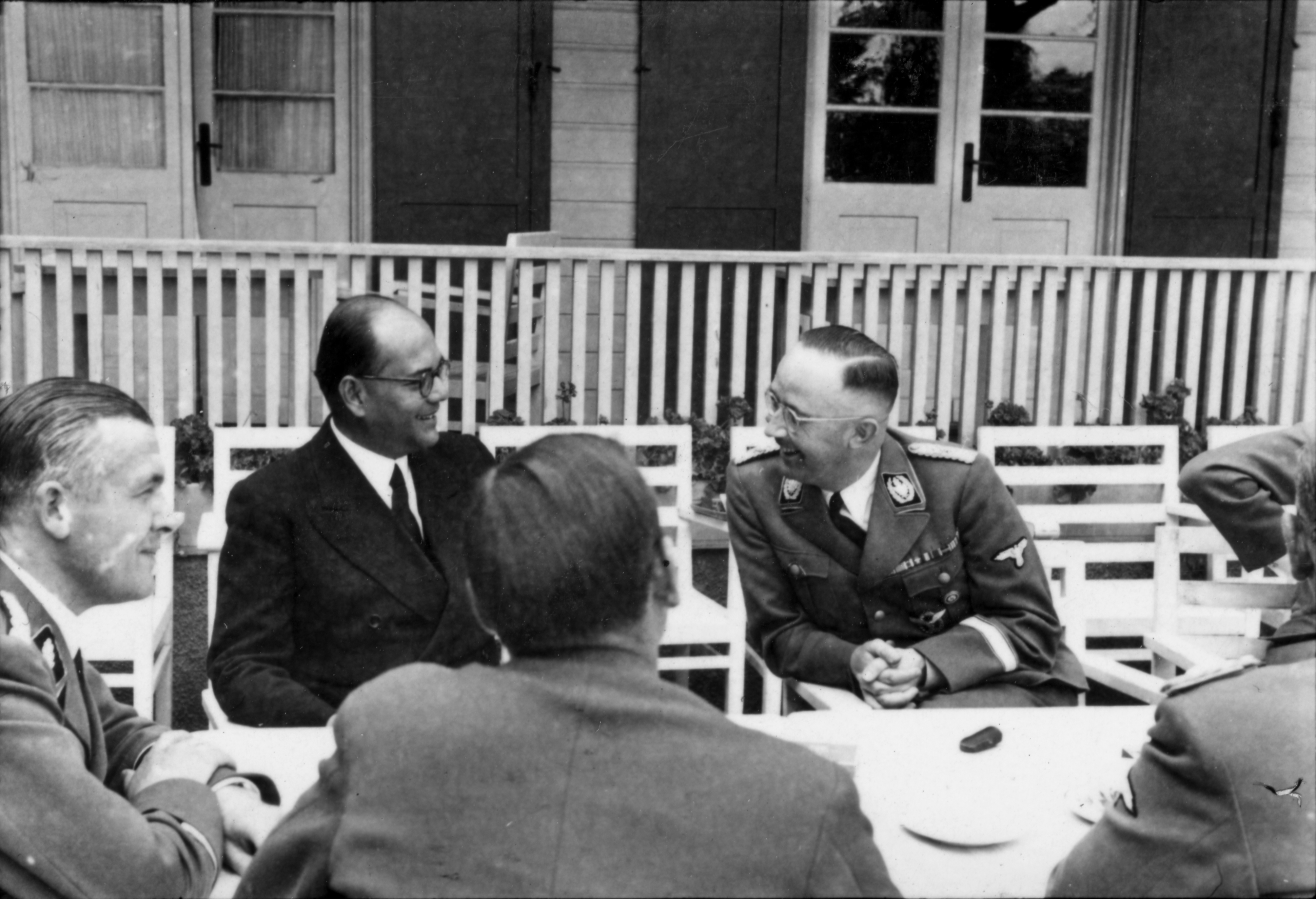
Overleg Subhas Chandra Bose met Heinrich Himmler in 1941

In 1941 vond hij gehoor bij Heinrich Himmler, die grote interesse had in India onder de Britse overheersing op politiek en economisch gebied.
Op 27 mei 1942 mocht Bose op audiëntie komen bij Hitler in de Berghof. Hij werd hier onthaald op een monoloog, waarin hem duidelijk werd gemaakt dat de Indiase beschaving een achterstand had op de Duitse. Desondanks kreeg Bose toestemming een eigen Indiaas bevrijdingsleger op te richten, waarvan hij de manschappen rekruteerde uit in Noord-Afrika door de Duitsers krijgsgevangen gemaakte 15.000 Brits-Indische militairen. Ruim 3000 man tekenden voor het Legion Freies Indien, waarbij zij trouw zwoeren aan leider Bose. Rond de tijd van zijn formatie eind 1942 waren 59% van de mannen van het legioen hindoes, 25% moslims, 14% sikhs en 2% andere religies. Na het vertrek van Bose naar Zuid-oost Azie, in 1943, wilde Himmler het legioen onderbrengen bij de nieuw gevormde Handschar Division, die hierdoor uit Bosniërs en Indiërs zou bestaan. Hitler kon het Indiase legioen niet als serieus beschouwen en stond er op een bepaald moment op dat de wapens werden overgedragen aan de eveneens nieuw opgerichte 18e SS Horst Wessel Division.

### Structuur en eenheden
Het Legion Freies Indien was georganiseerd als een standaard Duits infanterieregiment van drie bataljons van elk vier compagnieën, aanvankelijk met uitsluitend Duitse officieren. Het werd later aangeduid als Panzergrenadier Regiment 950 (Indie), wat aangeeft dat de eenheid gedeeltelijk gemotoriseerd was. Het was uitgerust met 81 motorvoertuigen en 700 paarden. In deze structuur bestond het legioen uit:
- I. Bataillon - infanteriecompagnie 1 tot 4
- II. Bataillon – infanteriecompagnie 5 tot 8
- III. Bataillon - infanteriecompagnie 9 tot 12
- 13. Infanteriegeschütz Kompanie (infanteriegeweercompagnie - gewapend met zes 7,5 cm leichtes Infanteriegeschütz 18)
- 14. Panzerjäger Kompanie (antitankcompagnie - gewapend met zes Panzerabwehrkanone)
- 15. Pionier Kompanie (ingenieurscompagnie)
- Ehrenwachkompanie (eerbewakingscompagnie)

Het omvatte ook ziekenhuis-, trainings- en onderhoudspersoneel.

### Inzet
De leden van het legioen ondergingen een Duitse training en konden in 1943 gaan vechten voor een vrije Indiase staat. Zij zouden worden ingezet als aanvalsgroep en wegbereider bij een gezamenlijke Duits-Indiase aanval op de westkust van India. Dit gebeurde echter niet, want zij werden ingezet voor de bewaking aan de Nederlandse kust. Hierover brak een muiterij uit onder 200 man, die met disciplinaire maatregelen werd onderdrukt. Bij een tweede muiterij werden 6 man disciplinair gestraft en werd de leider in Berlijn veroordeeld tot de doodstraf, die in Den Haag ten uitvoer werd gebracht. Slechts een klein contingent bereikte het oorspronkelijke beoogde doel. Dit contingent, waaronder veel van de Indiase officierskorpsen en aangeworven leiders, werd overgedragen aan het Indiase nationale leger in Zuidoost-Azië.

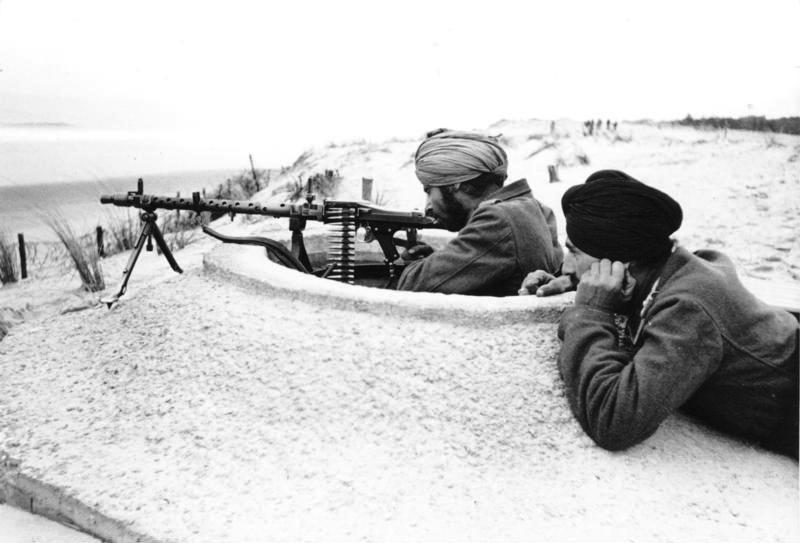
Bewaking van de Atlantikwall door soldaten van het Legion "Freies Indien"

Het legioen werd in april 1943 overgebracht naar Zeeland in Nederland als onderdeel van de Atlantikwall en later in september 1943 naar Frankrijk, verbonden aan de 344th Infantry Division en later de 159th Infantry Division van de Wehrmacht. Vanuit Beverlo in België werd het 1e bataljon in mei 1943 toegewezen aan Zandvoort, waar ze bleven tot ze werden afgelost door het Georgisch Legioen in augustus. In september 1943 werd het bataljon ingezet aan de Atlantische kust van Bordeaux aan de Golf van Biskaje. Het 2e bataljon verhuisde in mei 1943 van Beverloo naar het eiland Texel en bleef daar tot september van dat jaar. Ook zij werden afgelost door Georgiërs. Vanaf hier werd het ingezet in Les Sables-d'Olonne in Frankrijk. Het 3e bataljon werd gestationeerd in Truppenübungsplatz Oldebroek en bleef daar tot eind september 1943 als Corps Reserve, waar ze een "wilde en walgelijke" reputatie verwierven onder de lokale bevolking.

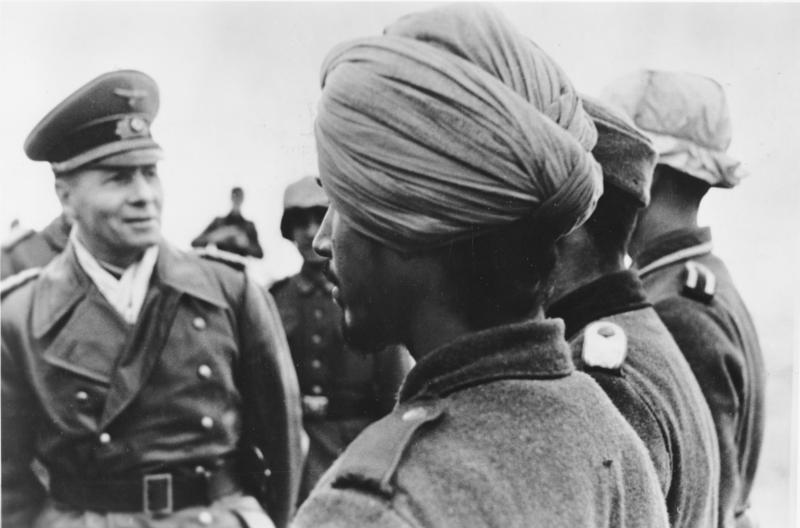
Inspectie door generaal-veldmaarschalk Rommel van het Legion Freies Indien in 1944 in Frankrijk

Op 16 mei 1943 werd één regiment (II-IR950) op Texel gestationeerd en één (I-IR950) in Zandvoort (Stützpunktgruppe Zandvoort). Onder de bevolking zorgde dat voor onrust, want veel meisjes en jonge vrouwen voelden zich aangetrokken tot de uitheemse soldaten met hun zwarte baarden, zeker in hun zomeruniformen, mouwschildjes met de afbeelding van een springende tijger van Azad Hind en de tekst "Freies Indien', en gekleurde sikhs-tulbanden. Andersom maakten de Indiërs graag gebruik van de hen door de dames (in leeftijd variërend van 14 tot 22 jaar) aangeboden diensten. Men vreesde ook voor verspreiding van venerische ziekten, die de Indiërs bij zich zouden dragen. Dat viel vooral bij NSB’ers verkeerd. Verhalen over rassenschande en verkrachting bereikten NSB-leider Mussert, die verklaarde dat de SS zou 'doen wat mogelijk is om dit euvel te verwijderen'. Hij drong er bij Heinrich Himmler op aan de regimenten terug te trekken, waarna Himmler contact met maarschalk Keitel van de Wehrmacht over de kwestie opnam. Keitel kwam met de oplossing de Indiërs te vervangen door 800 man Georgiërs, die minder onrust zouden veroorzaken. Dit gebeurde in september 1943, waarna de rust terugkeerde. Het legioen werd overgeplaatst naar Frankrijk. Na de invasie in 1944 in Normandië werd het naar Duitsland teruggestuurd en in augustus 1944 toegevoegd aan de Waffen-SS. Eén compagnie werd naar Italië gestuurd om te strijden tegen Britse en Poolse troepen, en om acties te ondernemen tegen partisanen.
Ten tijde van de overgave van nazi-Duitsland in 1945, deden de overgebleven manschappen van het legioen pogingen om naar het neutrale Zwitserland over de Alpen te trekken, maar deze pogingen bleken zinloos omdat ze werden gevangen genomen door Amerikaanse en Franse troepen en uiteindelijk teruggestuurd naar India om te worden beschuldigd van verraad. Vanwege de opschudding van de processen van Indiërs die dienden bij de asmogendheid veroorzaakt onder burgers en het leger van Brits India, werden de processen van de legioenleden niet voltooid.
Bose was in 1943 ondertussen via een onderzeeër van de Kriegsmarine en een Japanse onderzeeër naar het door Japan bezette Singapore kunnen komen en riep daar de onafhankelijke staat India uit. Hij wist een leger op de been te brengen van 30.000 man en viel samen met de Japanners in het voorjaar van 1944 India binnen, maar werden door Britse legereenheden teruggedrongen.